# Spiralbor
Spiralbor. Sprogligt synes der at have hersket nogen forvirring omkring betegnelserne spiral- og sneglebor.
Der findes mange former for spiralbor. Mest mangfoldige er de ældste former, beregnet for borsving. De har typisk en svagt tøndeformet krop og er undertiden forsynet med trækskrue.
Sådanne bor benævnes til tider norske eller svejtsiske bor. Af moderne former findes dem der kendes til isætning i en boremaskine, gerne benævnt HS- eller HHS-bor, altså highspeedbor.
Spiralbor styrer ikke videre nøjagtigt, og efterlader ikke særlig pæne kanter i hullet, hvorfor de traditionelt er blevet anvendt til forboring for søm og skruer og kaldes her spigerbor eller sømbor, det kan de bruges til også i de moderne udgaver, men det er først og fremmest som metalbor, de finder anvendelse i størrelserne fra under 1 til 10 – 20 mm.

## Ekstern Henvisning
- Salaman, R. A. (1989) Dictionary of woodworking Tools. ISBN 0-04-440256-2
- http://www.baskholm.dk/haandbog/haandbog.html Arkiveret 16. september 2008 hos  Wayback Machine